# Barricada

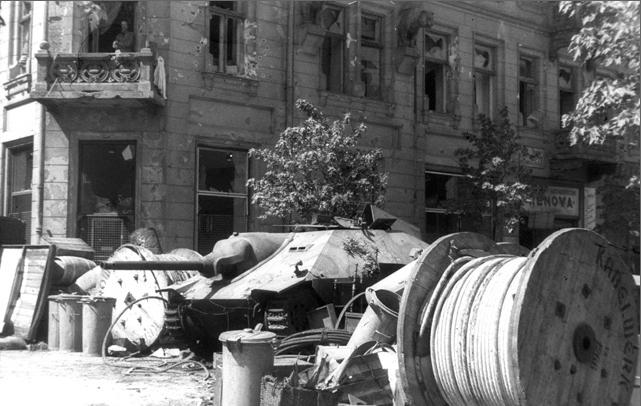
Barricada feita pelos poloneses durante a revolta de Varsóvia.

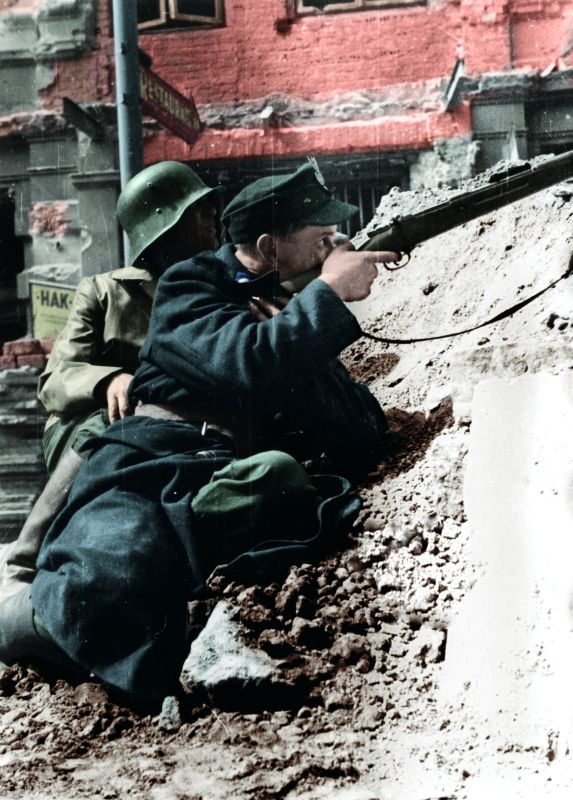
Soldados se protegendo até uma barricada.

Barricada é um obstáculo defensivo criado colocando-se objetos entre si e o perigo. É uma espécie de trincheira improvisada. Pode ser feita com barricas, estacas ou qualquer outro material que ofereça proteção.
As barricadas são utilizadas nas favelas para dificultar a entrada dos policiais.